# Rosiska Darcy
Rosiska Darcy de Oliveira (Rio de Janeiro, 27 de março de 1944) é uma jornalista, escritora e acadêmica brasileira. Foi eleita em 11 de abril de 2013 para a cadeira 10 da Academia Brasileira de Letras, sucedendo Lêdo Ivo, falecido em 23 de dezembro de 2012. Suas obras tratam principalmente de temas como o feminismo, a educação e a vida contemporânea. Foi também uma ferrenha opositora da ditadura no país, instaurada pelo Golpe de 1964.

## Biografia
Nascida no Rio de Janeiro em 1944, realizou o curso normal no Instituto de Educação, onde teve seus primeiras experiências com a produção jornalística. Formou-se em Direto pela Pontifícia Universidade Católica do Rio de Janeiro e iniciou nos anos 1960 sua carreira como jornalista em diversos periódicos. 
Durante sua juventude conheceu o seu futuro marido, o diplomata Miguel Darcy de Oliveira; em 1969, ele iniciou a carreira diplomática e os dois partiram para Genebra, de onde denunciariam a tortura no Brasil. Em fevereiro de 1970, Miguel foi chamado de volta ao Brasil e ficou 40 dias preso no Itamaraty. Nessa época, a Rosiska diz que foi interrogada por 12 horas na embaixada brasileira, o que ela também denunciou a organismos internacionais. Rosiska e o marido voltariam a se encontrar, depois, na Europa.
Por suas atitudes contrárias à Ditadura Militar, Rosiska se viu forçada a exilar-se em Genebra, onde ficou por dez anos.  Na Suíça conheceu o educador brasileiroPaulo Freire, isto direcionou o trabalho de Rosiska ao campo da educação, corroborado pelo contato com Jean Piaget na Universidade de Genebra. Em 1971, fundou, com Freire, o Instituto de Ação Cultural, promovendo a reconstrução educacional dos países africanos de língua portuguesa após sua independência.
Tem forte participação no movimento feminista, publicando vários ensaios sobre a mulher na sociedade e criando na Universidade de Genebra - onde obteve seu doutorado e lecionou por uma década - um curso sobre o feminino. Retornou ao Brasil em 1983, prosseguindo o trabalho com educação e feminismo e sendo assessora do vice-governador do Rio de Janeiro, Darcy Ribeiro, por quatro anos. Em 1991, fundou a Coalizão de Mulheres Brasileiras, que presidiu, e, em 1995, foi nomeada presidente do Conselho Nacional dos Direitos da Mulher, responsável pela adoção de medidas promotoras de igualdade de gênero.
Co-presidiu a delegação brasileira na Conferência Mundial da Mulher, participou do Conselho Mulher e Desenvolvimento do Banco Interamericano de Desenvolvimento e representou o Brasil na Comissão Interamericana de Mulheres da Organização dos Estados Americanos. Defendeu a criação e foi a primeira presidente da Reunião Especializada da Mulher no Mercosul. Participou de projetos da ONU e da UNESCO.
Entre 2007 e 2015, presidiu o movimento Rio Como Vamos, que promove participação e responsabilidade cidadãs. Foi vice-presidente de Cultura da Associação Comercial do Rio de Janeiro, de cujo Conselho Diretor é membro, e participa do Conselho Técnico da Confederação Nacional da Indústria, do Instituto Brasileiro de Defesa do Deficiente, do PEN Clube do Brasil e do Conselho Científico do Museu do Amanhã.
Em 2019, o documentário Elogio da liberdade, sobre sua vida, estreou na TV por assinatura através do no Canal Max em 31 de março. Dirigido pela atriz Bianca Comparato, O filme revela a história de vida de Rosiska desde a infância em uma tradicional família burguesa do Rio de Janeiro até os dias atuais, passando pela entrada na universidade, quando o Brasil mergulha no regime militar, e pelo exílio de dez anos na Europa.

## Condecorações e prêmios
Destacam-se, entre outros:
- Ordem de Rio Branco
- Medalha Euclides da Cunha (Academia Brasileira de Letras)
- Medalha Tiradentes (Assembleia Legislativa do Estado do Rio de Janeiro)
- Prêmio Orgulho Carioca (Prefeitura do Rio de Janeiro)
- Medalha Nísia Floresta (Rio Grande do Norte).

## Obras
- A Libertação da Mulher, Lisboa: Sá da Costa Editora, 1975
- Ivan Illich e Paulo Freire: A Opressão da Pedagogia e a Pedagogia dos  Oprimidos, Lisboa: Sá da Costa Editora, 1977
- Vivendo e Aprendendo (co-autoria), São Paulo: Editora Brasiliense, 1980
- Le Féminin Ambigu, Genève: Editions du Concept Moderne, 1989
- O Elogio da Diferença: o feminino emergente, São Paulo: Editora Brasiliense,  1991
- La Culture des Femmes: tradition et innovation, Paris: UNESCO, 1992
- In Praise of Difference: the rise of global feminism, New Brunswick, New Jersey: Rutgers University Press, 1998
- A Dama e o Unicórnio, Rio de Janeiro: Editora Rocco, 2000
- Outono de Ouro e Sangue, Rio de Janeiro: Editora Rocco, 2002
- Reengenharia do Tempo, Rio de Janeiro: Editora Rocco, 2003
- A Natureza do Escorpião, Rio de Janeiro: Editora Rocco, 2006
- Chão de Terra, Rio de Janeiro: Editora Rocco, 2010
- Elogio da liberdade (ensaios), Rio de Janeiro: Editora Rocco, 2013
- Baile de máscaras (crônicas), Rio de Janeiro: Editora Rocco, 2013
- Pássaro louco, Rio de Janeiro: Editora Rocco, 2016.
- Liberdade, Rio de Janeiro: Editora Rocco, 2021.